# Smetanový sýr
Smetanový sýr patří k sýrům měkkým a čerstvým. Obsahuje 55-65 % tuku v sušině (v Česku), tedy méně než sýry vysokotučné, více než tučné a polotučné.

## Výroba
Smetanové sýry se vyrábí z plnotučného kravského mléka, v mnoha zemích je využito mléko i z jiných zvířat (ovce, kozy, buvoli, mnohdy i z jejich směsi). Podle zvířete se sýry i mnohdy označují.
Sýry tohoto druhu rozdělujeme do dvou skupin, na tučné smetanové či nízkotučné smetanové.
Americký smetanový sýr se vyrábí z horké směsi smetany a mléka. Francouzské smetanové sýry (petit souisse) jsou zpravidla malé a balené do papíru. V Latinské Americe je oblíbený gueso blanco, který se dělá ze směsi kravského a kozího mléka.
Smetanové sýry lze vyrábět doma i v mlékárnách. Výrobců je po celém světě velmi mnoho.

## Vlastnosti
Tento druh (tavených) sýrů je oblíben pro dobrou roztíratelnost a příznivou cenu.

## Značky sýrů
Ze zahraničních značek smetanových sýrů to jsou např. Brie, Buko, Camembert, Coulommiers, Mozzarella. Z českých např. Lučina, Pribina, Apetito, Javor.